# Bruno van Querfurt
Bruno van Querfurt (Querfurt, ca. 974 - 14 februari 1009), ook bekend als Brun en Bonifatius, was een christelijke missionaris en martelaar.

## Biografie
Bruno stamde uit een adellijke familie uit Querfurt. Op zesjarige leeftijd werd hij naar de kathedraalschool van Maagdenburg gestuurd. Aldaar werd hij op jonge leeftijd ingewijd tot kanunnik van de Dom van Maagdenburg. Keizer Otto III nam hem vervolgens op in zijn hof en benoemde hem in 995 tot zijn hofkapelaan. Bruno was in Rome aanwezig bij de keizerskroning van Otto waar hij Adalbert van Praag ontmoette. Na diens dood schreef Bruno van Querfurt een biografie over diens leven.
In 998 trad hij in bij een benedictijnerabdij in Ravenna die door Otto III was gesticht. Hij verkreeg hier een strikte ascetische training van Romualdus. Vijf jaar later werd Bruno van Querfurt door paus Silvester II aangesteld om een missie te leiden voor het bekeren van de heidense volkeren in Oost-Europa. Pas een jaar later verliet hij Rome nadat hij tot aartsbisschop was gewijd door Tagino van Maagdenburg. De wijding betrof een wijding tot missiebisschop voor Oost-Europa. Hij vertrok eerst naar Hongarije. Hij probeerde Ajtony van Banaat over te halen om de Kerk van Constantinopel de rug toe te keren voor de jurisdictie van Rome, maar deze actie leidde tot veel wrevel bij de lokale monniken.
Vervolgens trok Bruno door naar Kiev en vorst Vladimir kon hem ondanks zijn waarschuwingen niet tegenhouden om de Petsjenegen te bekeren, die bekend stonden als een van de wreedste heidense volkeren. Hij verbleef bij hen vijf maanden en wist zo'n dertig mensen te bekeren. Voor hij naar Polen vertrok consacreerde hij nog een bisschop voor de Petjsenegen. Toen hij in Polen aankwam consacreerde hij ook de eerste bisschop van Zweden en stuurde hij missionarissen om de koning van Zweden te bekeren. In de herfst van het jaar 1008 trok Bruno samen met achttien anderen erop uit om de Pruisen te bekeren. Ze slaagden erin om de Litouwse "koning" Nethimer te bekeren. Hij trok vervolgens door naar de grensregio van de Jatvingen. Zijn pogingen aldaar voor zijn evangelisatie stuitte op verzet. Ondanks aanvankelijke waarschuwingen zette hij toch door en dit leidde tot zijn onthoofding op 14 februari 1009. Volgens de Annalen van Quedlinburg zouden ook metgezellen afgeslacht zijn. Kort na zijn dood werd Bruno heilig verklaard.